# Демі-чян бажають потеревенити
Демі-чян бажають потеревенити  (яп. 亜人デミちゃんは語りたい, Demi-chan wa Kataritai) — японська серія манґи, написана та ілюстрована манґакою з псевдонімом Петос. Серіалізація розпочалась у вересні 2014 року у журналіYoung Magazine the 3rd від Kodansha, а пізніше перейшла у Monthly Young Magazine в 2021, перш ніж завершити серіалізацію у 2022. Розділи було зібрано у 11 томів танкобон. В Україні манґа виходить у видавництві Molfar Comics. Аніме-адаптація із 12 епізодів, створена A-1 Pictures транслювалась з січня по березень 2017.

## Сюжет
Події розгортаються в епоху, коли напівлюдей, яких зазвичай називають «демі», повільно почали приймати в людське суспільство. Тецуо Такахаші — вчитель біології, який навчає трьох таких демі, сподіваючись дізнатися про них більше, а також зуміти привернути їх увагу.

## Персонажі
Такахаші Тецуро (яп. 高橋 鉄男, Takahashi Tetsuo)
Сейю: Сувабе Джюнічі (оригінал), Кріс Джордж (англійський дубляж)
Вчитель біології, який захоплюється напівлюдьми і хоче більше про них дізнатись. Його учні інколи називають його «Залізною людиною», що є грою слів, пов'язаною з його накачаним тілом та ім'ям (яп. 鉄, кириліз.: залізо). Вивчаючи напівлюдей він починає розуміти проблеми, з якими вони стикаються і як підлітки і як демі й прагне допомогти як тільки може. Такахаші часто є тою людиною, до якої дівчата звертаються за допомогою, бо він має знання про напівлюдей і є послужливим. Він завжди піклується про дівчат.
Таканаші Хікарі (яп. 小鳥遊 ひかり, Takanashi Hikari)
Сейю: Хондо Каеде (оригінал), Брин Аппрілл (англійський дубляж)
Весела та енергійна упириня. Вона уникає кусання за шию інших людей, замість цього вона п'є кров із упаковок, що розсилає влада, а також використовує замінники крові, як томатний сік. Не зважаючи на міфи, вона любить їсти часник та їй просто не подобаються яскраве світло та теплі температури. Хікарі маж сестру-близнючку на ім'я Хімарі, яка є людиною. Незважаючи на те, що Хікарі старша, вона поводиться більш по-дитячому, а Хімарі по-дорослому. Інколи у Хікарі виникає бажання когось погризти (зазвичай її сестру) аби її зуби перестали чухатись. Незважаючи на свою легковажність, вона часто хоче допомогти тим, хто цього потребує. Матір Хікарі є упиринею, а батько — людиною. Хікарі часто перебуває у кімнаті біології Тецуо, бо там круто і мало сонячного світла. Її улюблена їжа — печінка та цибуля.
Мачі Кьоко (яп. 町 京子, Machi Kyōko)
Сейю: Шінода Мінамі (оригінал), Террі Доті (англійський дубляж)
Сором'язлива дюллаханка, чия голова від'єднана від її тіла. З місця, де мала б бути її шия у Кьоко виходить блакитний вогонь. Оскільки її руки зайняті носіннями її голови, яка не рухається сама, вона прагне контакту з іншими (тримання за руки, обійми і т. д.) Кьоко закохується у Тецуо, бо він добрий та турботливий. Спочатку їй було віжко знайти друзів, бо людям було незручно розмовляти з нею без згадок про її від'єднану голову, хоч вона сама це приймає і жартує про це. Медична процедура довела, що Кьоко має шию, яка з'єднує її рот та шлунок, але вона існує в «іншому вимірі» і працює як кротовина між її головою та тілом. Після того як Хікарі зауважила як незручно Кьоко носити свою голову у одній руці, а шкільну сумку в іншій до Тецуо, вона розмовляє з директором і школа дозволяє Кьоко вдягати рюкзак для зручності.
Кусакабе Юкі (яп. 日下部 雪, Kusakabe Yuki)
Сейю: Нацукава Шіїна (оригінал), Сара Віденхефт (англійський дубляж)
Боязка сніжна дівчина, чиє тіло завжди холодне. Інколи вона поширює холодне повітря, коли відчуває негативні емоції і є чутливою до тепла. Юкі спочатку не подобається бути демі, бо вона боїться нашкодити іншим або оточуючим, хоч Тецуо вдається показати, що єдине, що вона може заморозити — це її сльози та піт. Хікарі часто хоче обійняти або триматись Юкі через її холодну температуру тіла, бо упирі погано справляються зі спекою. У таємниці Юкі — ентузіастка манґи і має любить декілька жанрів. Після того як вона подружились із Тецуо, Хікарі та Кьоко, Юкі починає відкриватись та більше говорити.
Сато Сакіе (яп. 佐藤 早紀絵, Satō Sakie)
Сейю: Хікаса Йоко (оригінал), Морган Ґаретт (англійський дубляж)
Сукубиня, яка працює вчителькою математики. Сукубів також інколи називають «Демонами сну». Через ефект афродизіаку, який виробляє її тіло, їй постійно доводиться вживати заходів обережності, щоб ненароком не спокусити чоловіків та інших студентів-хлопців, наприклад, вона носить спортивний костюм, щоб приховати своє тіло, і сідає на перший і останній потяг дня, щоб уникнути натовпу. Коли вона засинає, то може випадково передати еротичні сни людям, які знаходяться поруч. З цієї причини Сато живе на самоті далеко від цивілізації, оскільки не може жити в багатоквартирному будинку або в будь-якому іншому місці, де може бути багато людей. Хоч Сакіе як сукубиня приваблює чоловіків, вона сама закохується в Тецуо після того, як переконується, що він не має імунітет до її афродизіачного ефекту. Після того, як Сакіе розповідає Уґакі про свій інтерес до Тецуо, Уґакі зауважує, що, всупереч її попереднім припущенням, на Тецуо насправді діє її афродизіак, але він прикидається, що на нього це не впливає, щоб не образити почуття Сакіе. Незважаючи на це, вона продовжує виявляти до нього інтерес.
Таканаші Хімарі (яп. 小鳥遊 ひまり, Takanashi Himari)
Сейю: Lynn (оригінал), Джеймі Марчі (англійський дубляж)
Молодша сестра-близнючка Хікарі, вона є звичайною людиною. Хімарі набагато серйозніша за свою сестру, і як людина, і як студентка. Вона часто намагається змусити сестру поводитися як доросла, але їй це не вдається. Хімарі завжди наглядає за Хікарі, щоб та не потрапила в халепу і не гуляла надто пізно. Вона часто пише Тецуо, щоб той наглядав за Хікарі, коли вона сама не може. Вона також зачісує Хікарі щоранку. Незважаючи на постійні суперечки, вони піклуються одна про одну і мають багато спільного, наприклад, схожі смаки в їжі та моді.
Курц (яп. クルツ, Kurutsu)
Сейю: Амамія Сора (оригінал), Мікаела Кранц (англійський дубляж)
Уґакі (яп. 宇垣)
Сейю: Цуда Кенджіро (оригінал), Білл Дженкінс (англійський дубляж)
Сома (яп. 相馬)
Сейю: Ханае Нацукі (оригінал), Дейв Троско (англійський дубляж)

## Медіа

### Манґа
Написана і проілюстрована манґакою з псевдонімом Петос, Демі-чян бажають потеревенити, серіалізувалась у журналі сейнен-манґи Young Magazine the 3rd від Kodansha з 5 вересня 2014 року по 6 квітня 2021 року. 20 травня 2021 року серія перейшла в Monthly Young Magazine. Серія закінчилась 19 грудня 2022 року. Kodansha зібрала розділи в одинадцять томів танкобон, виданих з 6 березня 2015 року по 20 лютого 2023 року.
В Україні манґу видає видавництво «Мольфар Комікс».
Спіноф-манґа під назвою Occult-chan wa Katarenai, написана Кае Хошімото, проілюстрована Хаджіме Хондою під керівництвом Петос, була представлена в журналі Young Magazine the 3rd 5 січня 2019 року. У центрі серії — Йоко, племінниця Тецуо, та її живий дух Зашіко. 20 травня 2021 року серію було переміщено на веб-сайт YanMaga Web 20 грудня того ж року і вона закінчилася 7 січня 2023 року.

#### Демі-чян бажають потеревенити
| №  | Японська          | Японська               | Українська     | Українська             |
| №  | Дата виходу       | ISBN                   | Дата виходу    | ISBN                   |
| -- | ----------------- | ---------------------- | -------------- | ---------------------- |
| 1  | 6 березня 2015    | ISBN 978-4-06-382578-7 | 5 вересня 2022 | ISBN 978-617-7885-45-9 |
| 2  | 4 вересня 2015    | ISBN 978-4-06-382669-2 | 18 червня 2023 | ISBN 978-617-7885-65-7 |
| 3  | 18 березня 2016   | ISBN 978-4-06-382757-6 | 1 січня 2023   | ISBN 978-617-7885-76-3 |
| 4  | 20 вересня 2016   | ISBN 978-4-06-382852-8 | —              | —                      |
| 5  | 20 квітня 2017    | ISBN 978-4-06-382942-6 | —              | —                      |
| 6  | 18 травня 2018    | ISBN 978-4-06-511284-7 | —              | —                      |
| 7  | 18 квітня 2019    | ISBN 978-4-06-515281-2 | —              | —                      |
| 8  | 20 лютого 2020    | ISBN 978-4-06-517859-1 | —              | —                      |
| 9  | 19 листопада 2020 | ISBN 978-4-06-521376-6 | —              | —                      |
| 10 | 18 листопада 2021 | ISBN 978-4-06-525878-1 | —              | —                      |
| 11 | 20 лютого 2023    | ISBN 978-4-06-529800-8 | —              | —                      |

### Аніме
Телевізійна аніме-адаптація була анонсована 3 вересня 2016 року. Режисером аніме є Рьо Андо, а анімацію створила студія A-1 Pictures. Сценарій серіалу написав Такао Йошіока, дизайн персонажів розробив Тецуя Кавакамі, а музику написав Масару Йокояма. Серіал транслювався на Tokyo MX, MBS і BS11 між 7 січня 2017 року та 25 березня 2017 року. Crunchyroll транслював серіал одноасно із показом у Японії, а Funimation почала випуск англійського дубляжу 25 січня 2017 року. Тринадцятий епізод вийшов в ефір 29 червня 2017 року. Початкова тема: "Original." (яп. オリジナル。, Orijinaru.) написана TrySail, а кінцевою темою є "Fairytale" (яп. フェアリーテイル, Fearīteiru) від Sangatsu no Phantasia.
| №   | Назва | Дата виходу     |
| --- | --- | --------------- |
| 1   | «Такахаші Тецуо хоче побесідувати» Транслітерація: «Takahashi Tetsuo wa Kataritai» (яп. 高橋鉄男は語りたい)        | 7 січня 2017    |
| 2   | «Дюллаханка-чян хоче, щоб її балували» Транслітерація: «Dyurahan-chan wa Amaetai» (яп. デュラハンちゃんは甘えたい) | 14 січня 2017   |
| 3   | «Сукубиня-сан — авторитетна доросла» Транслітерація: «Sakyubasu-san wa Ii Otona» (яп. サキュバスさんはいい大人)    | 21 січня 2017   |
| 4   | «Такахаші Тецуо прагне захищати» Транслітерація: «Takahashi Tetsuo wa Mamoritai» (яп. 高橋鉄男は守りたい)          | 28 січня 2017   |
| 5   | «Сніжна дівчина така холодна» Транслітерація: «Yuki-Onna-chan wa Tsumetai» (яп. 雪女ちゃんは冷たい)                | 4 лютого 2017   |
| 6   | «Сестри Таканаші незаперечні» Транслітерація: «Takanashi Shimai wa Arasoenai» (яп. 小鳥遊姉妹は争えない)           | 11 лютого 2017  |
| 7   | «Сукубиня-сан — допитлива» Транслітерація: «Sakyubasu-san wa Ibukashige» (яп. サキュバスさんはいぶかしげ)          | 18 лютого 2017  |
| 8   | «Демі-чян бажають учитися» Транслітерація: «Demi-chan wa Manabitai» (яп. 亜人ちゃんは学びたい)                     | 25 лютого 2017  |
| 9   | «Демі-чян хочуть спробувати» Транслітерація: «Demi-chan wa Tameshitai» (яп. 亜人ちゃんは試したい)                  | 4 березня 2017  |
| 10  | «Дюллаханка випереджає час і простір» Транслітерація: «Dyurahan wa Jikū o Koete» (яп. デュラハンは時空を超えて)    | 11 березня 2017 |
| 11  | «Демі-чян хочуть підтримати» Транслітерація: «Demi-chan wa Sasaetai» (яп. 亜人ちゃんは支えたい)                    | 18 березня 2017 |
| 12  | «Демі-чян хочуть плавати» Транслітерація: «Demi-chan wa Oyogitai» (яп. 亜人ちゃんは泳ぎたい)                       | 25 березня 2017 |
| ONA | «Літні канікули демі-чян» Транслітерація: «Demi-chan no Natsuyasumi» (яп. 亜人ちゃんの夏休み)                      | 29 червня 2017  |

## Сприйняття
Станом на вересень 2016 року три томи серії мали 550 000 надрукованих примірників. Станом на грудень 2016 року тираж серії перевищив 1,1 мільйона копій.
Другий том посів 13 місце в рейтингу манги Oricon протягом першого тижня, продавши 39 876 копій. На другий тиждень він опустився до 14 місця, продавши ще 32 283 копії. Третій том посів 21 місце, продавши 55 907 примірників за перший тиждень.
Редактор Anime News Network Терон Мартін опублікував позитивну рецензію на аніме-серіал у 2018 році. Він похвалив приємних головних героїв (виділяючи Тецуо і Хікарі як найкращих), увагу історії до деталей у побудові світу демі і додавання трохи філософії під час взаємодії з ними, зробивши висновок, що «Загалом, Демі-чян бажають потеревенити надає розважальний і подекуди вдумливий продукт, який уникає банальних пасток, притаманним для жанру дівчат-монстрів».
«Демі-чян бажають потеревенити» було номіновано на «Найкращу повсякденність» на Crunchyroll Anime Awards 2017, але програло Останній подорожі дівчат.